# Igor Mielczuk
Igor Aleksandrowicz Mielczuk (ros. Игорь Александрович Мельчук; ur. 19 października 1932 w Odessie) – radziecki i kanadyjski językoznawca, psycholingwista, pedagog, wykładowca Uniwersytetu w Montrealu, autor teorii teorii „sens-tekst”. Ukończył studia na Wydziale Filologicznym Moskiewskiego Uniwersytetu Państwowego, gdzie z początku studiował język hiszpański, a po zamknięciu tego kierunku w 1954 roku kończył studia w zakresie filologii francuskiej. W 1956 roku rozpoczął pracę w Instytucie Językoznawstwa Akademii Nauk ZSRR w Moskwie, gdzie pracował nad przekładem maszynowym. 25 marca 1976 roku Rada Naukowa Instytutu Językoznawstwa podjęła decyzję o nieprzedłużeniu mu umowy o pracę na kolejne 5 lat. Powodem było wystąpienie Igora Mielczuka w obronie dysydentów: Andrieja Siniawskiego, Julija Daniela, Andrieja Sacharowa i Siergieja Kowalowa. Niektórzy członkowie Rady byli nie tylko kolegami z pracy, ale też przyjaciółmi prof. Igora Mielczuka, nikt jednak nie ośmielił się publicznie wystąpić w jego obronie. Po zwolnieniu z pracy postanowił wyjechać ze Związku Radzieckiego i od 1977 mieszka w Kanadzie.